# ایان راس
ایان راس (انگلیسی: Ian Ross; ۲۶ ژانویهٔ ۱۹۴۷ – ۹ فوریه ۲۰۱۹ (۷۲ سال)) بازیکن و مربی فوتبال اهل اسکاتلند بود. در دوران مربی‌گری او تیم والور دو بار در سال‌های ۱۹۸۵ و ۱۹۸۷ قهرمان لیگ برتر فوتبال ایسلند شد.
از باشگاه‌هایی که در آن بازی کرده‌است می‌توان به باشگاه فوتبال لیورپول، باشگاه فوتبال نوتس کانتی، باشگاه فوتبال نورث‌همپتون تاون، باشگاه فوتبال ولورهمپتون واندررز، باشگاه فوتبال استون ویلا، و باشگاه فوتبال پیتربورو یونایتد اشاره کرد.